# De junglebloem
De junglebloem is het zesenzeventigste stripverhaal uit de reeks van Suske en Wiske. Het is als een van de laatste verhalen uit de reeks nog grotendeels  geschreven door Willy Vandersteen. Het werd gepubliceerd in De Standaard en Het Nieuwsblad van 18 januari 1969 tot en met 2 juni 1969. 
De eerste albumuitgave in de Vierkleurenreeks was in augustus 1969, met nummer 97.

## Locaties
- Een woonwagenkamp, Palace hotel, luchthaven, India met jungle en tempelruïne, nepjungle vlak bij de stad, verlaten steengroeve, luchthaven

## Personages
- Suske, Wiske, tante Sidonia, Lambik, Jerom, Jonathan, Monky (aapje van Jonathan), maharadja van Fatapur en zijn bedienden, Jerrykan (de catcher), Kaa (slangenmens), boeven, dochter van Mowgli, agenten, Bandar-log (wilde apen), Barbra (wit apinnetje), Akela en wolfjes

## Uitvindingen
- gyronef

## Het verhaal
Suske en Wiske ontmoeten op straat de arme Jonathan met een sprekend aapje genaamd Monky. Dit aapje komt uit de Indische jungle en heeft het praten geleerd van Kipling, een Engelsman. 
De volgende dag gaan Suske en Wiske met tante Sidonia naar de standplaats van woonwagens, waar ze worden ontvangen in de armoedige wagen van Jonathan. De maharadja van Fatapur biedt Jonathan twintig miljoen voor Monky, maar Jonathan weigert. De maharadja waarschuwt dreigend dat hij altijd zijn zin krijgt. 
's Nachts wordt het aapje gestolen uit de woonwagen en de volgende dag vinden Suske en Wiske Jonathan die door slaapgas is bedwelmd. Monky wordt aan boord van het privévliegtuig van de maharadja wakker en springt uit het toestel. Jerom vangt hem op en brengt hem samen met Lambik terug naar Jonathan. 's Nachts proberen aanhangers van de maharadja opnieuw in de woonwagen in te breken, maar Suske en Wiske kunnen hen tegenhouden. Dan vertelt de maharadja dat hij berouw heeft door de liefde die het aapje voor zijn baasje had, hij schenkt de junglebloem - een grote diamant - uit zijn tulband aan Jonathan.
Jonathan is uitgenodigd bij de vrienden. Als hij echter niet komt opdagen, rijdt Lambik met Suske en Wiske naar het woonwagenkamp. Ze horen dat Jonathan is ontvoerd door Jerrykan en Kaa en vinden de gestolen jeep bij een bouwvallige villa. Lambik vermomt zich als medewerker van de telefoonmaatschappij en ontdekt Monky en Jonathan, maar wordt dan neergeslagen. Suske en Wiske kunnen Jerrykan en Kaa afleiden en bevrijden de anderen. Jonathan wil de kostbare diamant niet langer en vraagt de maharadja of hij de diamant voor Monky wil bewaren tot hij er niet meer is. De maharadja belooft de diamant te zullen verstoppen in een tempelruïne in de jungle. Als Monky de diamant zal halen wordt hij koning van de jungle en de maharadja geeft Jonathan een kaart van de tempelruïne. Op het feest bij tante Sidonia horen de vrienden van een agent dat Jonathan is aangereden en bewusteloos in het ziekenhuis ligt.
De agent geeft de vrienden de kaart, maar Monky wil niet naar India. Als Monky het huis uitrent wordt hij achtervolgd door Jerrykan en Kaa. Kaa hypnotiseert Monky, maar Lambik en Jerom kunnen het aapje redden voordat hij spreekt. Lambik bedenkt een plan, ze zullen de junglebloem hierheen halen en met het geld kan Monky voor altijd wonen in een nepjungle die ze zullen bouwen vlak bij de stad. Jerom en Lambik kopen een oude bunker en Suske, Wiske en tante Sidonia vliegen met de gyronef naar India. De vrienden komen aan in de jungle en Suske hoort wolven praten. Dan ontmoet hij een meisje, dat vertelt dat haar vader Mowgli heet en een zekere Rudyard Kipling een boek over hem schreef. Haar vader werd opgevoed door de wolven, waarna de panter Bagheera de panter en de beer Baloe hem terugbrachten naar de mensen.
Het meisje vertelt dat Akela, de oude wolf, weet dat ze naar de tempelruïne gaan en de dieren van de jungle zullen de vrienden niks doen. Wel moeten ze oppassen voor de Bandar-log, een bende wilde apen. De vrienden overnachten in de tempelruïne, maar worden aangevallen daar door de Bandar-log. Ze vinden het kistje met de junglebloem en het apinnetje redt Suske voordat hij door de apen uit een boom wordt gegooid. De gyronef krijgt pech en de vrienden landen in Rome, ze bellen Lambik en vertellen dat ze met een vlucht van de KLM zullen verder reizen. Lambik en Jerom halen de vrienden af van het vliegveld en laten de namaakjungle zien, Monky is daar gelukkig. Suske en Wiske horen van een Akela en haar wolfjes dat Jerrykan en Kaa uit de gevangenis zijn ontsnapt en de vrienden besluiten bij Monky te blijven om hem te beschermen. Lambik vermomt zich als Baloe en Jerom als Bagheera en Suske en Wiske doen ook andere kleding aan.
Monky zegt dat zijn vrienden niet zoveel moeite hoeven te doen, hij wil liever met hen mee terug naar de stad. 's Nachts krijgt Monky bananen en een bos bloemen in zijn kamer, niemand weet wie dat er heeft neergezet. Handlangers van Jerrykan en Kaa vangen Monky en Suske en Wiske. Lambik wordt neergeslagen als hij de mannen wil tegenhouden. De mannen brengen hun gevangenen naar een verlaten steengroeve en horen waar de junglebloem zich bevindt. Ze binden tante Sidonia vast, maar dan blijkt de junglebloem te zijn verdwenen. Lambik en Jerom verslaan de boeven en bevrijden de kinderen en Monky. Monky bevrijdt tante Sidonia en gaat op zoek naar de geheimzinnige die de diamant stal en hem bloemen bracht. Jerom en Lambik brengen de boeven naar de politie en Suske en Wiske gaan op zoek naar Monky. Ze zien hoe het witte apinnetje, dat stiekem met de gyronef is meegereisd, zich voorstelt aan Monky.
Het witte apinnetje heet Barbra en probeert Monky mee te lokken naar India, maar Monky wil in de buurt van Jonathan blijven. Barbra wil dat hij kiest tussen haar of Jonathan en loopt boos weg. Jonathan blijkt hersteld te zijn van het ongeluk en komt naar het huis van tante Sidonia. Barbra zit met een andere aap op een steen en Monky is bedroefd en erg jaloers. Jonathan zegt tegen Monky dat hij Barbra moet vragen of ze met hem wil trouwen en als Monky naar haar toegaat stemt ze toe. Jonathan gaat met de apen mee naar India, de dokter heeft hem aangeraden in een warm klimaat te gaan wonen. Wiske vertelt Suske dat ze haar speelgoedaap heeft uitgeleend aan Barbra en dit plan heeft gewerkt.

## Achtergronden bij het verhaal
- Dit verhaal is voor een groot deel gebaseerd op de beroemde roman en dichtbundel Junglebook van Rudyard Kipling uit 1894. Ongeveer in de tijd dat dit Suske en Wiske-verhaal in de kranten verscheen, liep net Walt Disneys animatiebewerking van hetzelfde verhaal in de bioscoopzalen.
- Monky is een woordspeling op het Engelse woord voor "aap", monkey.
- Later zouden in De tijdbobijn (2009) weer het sprekende aapje Moenkie en andere sprekende slingeraapjes voorkomen. In De apekermis, een verhaal dat enkele jaren vóór De junglebloem was verschenen, werden ook al eerder pratende apen ten tonele gevoerd.
- De naam Jerrykan de catcher is tegelijk een woordspeling op een jerrycan en Shere Khan de tijger.
- De naam van Kaa de slangenmens verwijst naar de slang Kaa, een van de personages uit Kiplings roman.
- Er wordt voor Monky een namaakjungle vlak bij de stad gemaakt, dat erg lijkt op het namaak-hondenparadijs dat voor Tobias wordt gemaakt in het verhaal Het hondenparadijs (1962).
- Lambik wordt in dit verhaal door Jerom "Lambaloebik" genoemd.